# アイ&カンパニー
アイ＆カンパニー（I & Company）は、グローバル経営コンサルティングファーム。
戦略コンサルティング、企業改革/SCM/R&Dコンサルティング、ITを駆使したコンサルティングの経営コンサルタントから構成されており、経営戦略再定義から改革実現までのコンサルティングサービスを提供している。
米国、日本、中国のパートナーが創業。マッキンゼー等の戦略コンサルティング系、GEやPRTM等の企業改革/SCM/R&Dコンサルティング系、アクセンチュア等のITコンサルティング系の経験者が参画した。
モデル(テンプレートやフレームワーク)や方法論に基づき、経営戦略の見直しから、改革実現までを行っている。主にR&D研究開発、サプライチェーン、エコシステム、アライアンス/M&A戦略、本社機構を対象とした改革を実施。
モデル(テンプレートやフレームワーク)には、軍事戦略の世界で成功を収めてきたOODAループに基づた企業改革モデルや、顧客価値に基づく業務改革PMQIR方法論などがある。
アイ＆カンパニー(I & Company)は、Innovator & Company（イノベーターとその仲間たちの意味の、I "イノベーターのイニシャルのアイ"とCompany "仲間たち"）から命名。
アイ＆カンパニー・ジャパンの代表は、入江仁之。

## 主な著作活動
主な出版物
- OODAループ
  - ｢すぐ決まる組織のつくり方 ー OODAマネジメント」（フォレスト出版 (2018/11)）ISBN 4866800097
- サプライチェーンマネジメント Supply Chain Management 
  - ｢サプライチェーン 理論と戦略」共著 (ダイヤモンド社(1998/12)) ISBN 4478372616
  - ｢市場をリードする業務優位性戦略：実践サプライチェーン」（ダイヤモンド社 (1999/07)）ISBN 4478372713
- CRM Customer Relationship Management
  - ｢顧客の役割を重視するデマンドチェーンマネジメント」（ダイヤモンド社 (1999/10)） ISBN 4478372721
- インターネット、IoT (Internet of Things)、デジタル
  - ｢ブラーの時代 ：e コマースの新経営戦略」（ピアソン(1999/09)）ISBN 4894716135
  - ｢インターネット資本論」（富士通経営研修所 ）ISBN 4894590573 [8] [9]

主な論文
- ｢サプライチェーン戦略 - 過剰生産と機会損失を招かない業務プロセスへの改革 事例研究１ 製品ライフサイクルの短縮化に翻弄される情報家電メーカー｣ハーバードビジネスレビュー
- ｢コネクティド・サプライチェーン｣(経営を動かす21世紀のIT戦略) / ハーバードビジネスレビュー[10]
- ｢ワークスタイル改革 - 生産性向上および組織能力強化のための 実証された方法論｣シスコ ホワイトペーパー
- ｢ロジスティクス情報システム講座｣全19編 /流通設計[11]
- ｢サプライチェーン経営と情報システム｣/経営システム 日本経営工学会[12]
- OODAループに基づく組織改革、センスメイキングの導入、デジタル、ビッグデータ、IoT、アナリティクスの活用[13]

主なインタビュー記事
- ｢アングロサクソン経営入門｣/ロジビズ
- ｢PDCA型の組織では生き残れない」(OODAループに基づく組織改革) Key Person / ロジビズ
- ｢現場力やPDCAでは解決しない─業務改革:PMQIR方法論」[14]

その他活動
- 経済同友会 委員活動[15] [16]